# Špidláky
Špidláky jsou přírodní památka jižně od Čejče v okrese Hodonín. Předmětem ochrany jsou panonské sprašové stepní trávníky a širokolisté suché trávníky s populacemi zvláště chráněných a evropsky významných druhů.

## Historie
Původní přírodní rezervace byla vyhlášena hodonínským okresním úřadem 1. srpna 1992. Skládala se ze tří částí, z nichž byla u lokalit Čejkovický Špidlák I. a Čejkovický Špičák II. ochrana k 1. lednu 2013 zrušena a nahrazena nově zřízenou stejnojmennou přírodní památkou. Třetí část v lokalitě Bílý kopec se od 1. prosince 2014 stala součástí přírodní památky Bílý kopec u Čejče. ale stará vyhláška okresního úřadu byla definitivně zrušena až 1. září 2016.

## Flóra a fauna

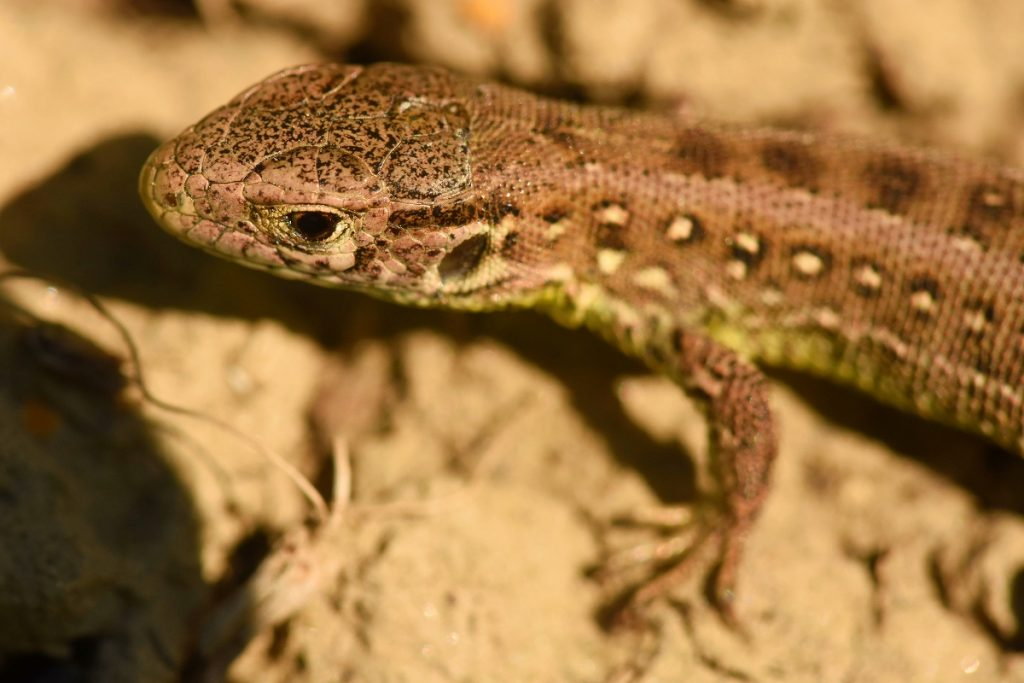
Ještěrka obecná

K význačným druhům rostlin na lokalitě patří katrán tatarský (Crambe tataria), hadinec nachový (Echium russicum), srpovník karbincolistý (Serratula lycopifolia), lýkovec vonný (Daphne cneorum) nebo koniklec velkokvětý (Pulsatilla grandis). Pro pelyněk Pančičův (Artemisia pancicii) jsou Špidláky jedním z posledních tří míst výskytu v Česku. Z hmyzu v přírodní památce žije například střevlík uherský (Carabus hungaricus) a chrobák jednorohý (Bolbelasmus unicornis).